# Cherry Vann
Cherry Elizabeth Vann (Whetstone, 29 de octubre de 1958) es una obispa anglicana británica que ejerce como arzobispa de Gales y obispa de Monmouth en la Iglesia de Gales. Anteriormente, fue archidiácona de Rochdale de 2008 a 2020, habiendo ejercido todo su ministerio ordenado en la Iglesia de Inglaterra, en la diócesis de Manchester.

## Primeros años y educación
Vann nació el 29 de octubre de 1958 en Whetstone, Inglaterra. Estudió piano y violín en el Real Colegio de Música, obteniendo el diploma de Asociada del Royal College of Music (ARCM) en 1978 y el de Graduada de las Royal Schools of Music (GRSM) en 1980.  El GRSM es un diploma que puede considerarse como un título aprobado para la formación docente.
En 1986, Vann ingresó en Westcott House, Cambridge, una universidad teológica anglicana.  Allí, estudió teología y realizó una formación en preparación para la ordenación durante los siguientes tres años.

## Ministerio ordenado
Vann fue ordenada en la Iglesia de Inglaterra, siendo nombrada en 1989 diácona en Petertide por Christopher Mayfield, obispo de Manchester, en la Catedral de Mánchester. Se desempeñó como diácona parroquial en la iglesia de San Miguel, Flixton de 1989 a 1992 y en la iglesia de San Pedro, Bolton de 1992 a 1994. Fue ordenada sacerdote el 23 de abril de 1994 por David Bonser, obispo de Bolton, en su propia iglesia (Iglesia parroquial de Bolton, es decir, St Peter's); este fue el primer año en que las mujeres fueron ordenadas al sacerdocio en la Iglesia de Inglaterra. De 1994 a 1998, fue vicaría adjunta en la iglesia de St Peter, Bolton. Además, sirvió como capellana en el Instituto de Educación Superior de Bolton entre 1992 y 1998.
De 1998 a 2004, Vann fue Vicaria del Equipo del Ministerio del Equipo de East Farnworth y Kearsley. Además, fue Capellán para Personas sordas entre 1998 y 2004.  Luego fue la titular del Ministerio del Equipo, sirviendo como Rectora del Equipo de 2004 a 2008. También sirvió como Decana del Área de Farnworth entre 2005 y 2008. En 2007, fue nombrada canóniga honoraria de la Catedral de Manchester.
En mayo de 2008, Venn fue anunciada como la próxima Archidiácona de Rochdale. En septiembre de 2008, asumió el cargo, tras haber sido instalada como Archidiácona de Rochdale durante un servicio en la Catedral de Manchester. Fue la primera mujer en convertirse en sacerdotisa principal (ya sea archidiácona o decana) en la Diócesis de Manchester.
En febrero de 2013, Vann fue elegida Prolocutora de la Cámara Baja de la Convocatoria de York. Como tal, también fue miembro ex officio del Consejo Arzobispal. En enero de 2016, fue reelegida sin oposición.

### Ministerio episcopal
El 19 de septiembre de 2019, Vann fue elegida obispa de Monmouth en la Iglesia de Gales. Fue obispa electa hasta que su elección como obispa diocesana fue confirmada por el Tribunal Episcopal en un Sínodo Sagrado el 5 de enero de 2020 (mediante el cual tomó posesión legal de la sede). Posteriormente, fue consagrada obispa en la Catedral de Brecon el 25 de enero y entronizada como la undécima obispa de Monmouth en la Catedral de Newport el 1 de febrero de 2020. Vann fue la tercera mujer en ser obispa de la Iglesia de Gales, después de Joanna Penberthy y June Osborne, quienes fueron consagradas en 2017.
Desde 2021, Vann es patrocinadora de Open Table Network, una comunidad cristiana ecuménica para personas LGBT y sus aliados.
El 30 de julio de 2025, Cherry Vann fue anunciada como la nueva arzobispa de Gales, tras una votación del Colegio Electoral en Chepstow. Es la primera mujer elegida arzobispa en el Reino Unido y la primera obispa abiertamente lesbiana y con pareja en servir como primada dentro de la Comunión Anglicana.

## Vida personal
Vann vive con su pareja civil, Wendy Diamond. La Iglesia en Gales permite que los clérigos formen parejas del mismo sexo.